# Lamprocryptus niger
Lamprocryptus niger là một loài tò vò trong họ Ichneumonidae.